# تپه ده‌سواران ۱۲
تپه ده سواران ۱۲ مربوط به دوران پارینه‌سنگی جدید است و در شهرستان کرمانشاه، بخش مرکز ی، دهستان قره سو، ۱ کیلومتری جنوب و جنوب غرب روستای ده سواران، بر ساحل چپ قره سو واقع شده و این اثر در تاریخ ۱۸ اسفند ۱۳۸۷ با شمارهٔ ثبت ۲۴۸۲۳ به‌عنوان یکی از آثار ملی ایران به ثبت رسیده است.